# Grade cricket et premier cricket
En Australie, grade cricket et premier cricket désignent, selon les états ou territoires, le cricket joué dans des compétitions entre clubs, à un niveau juste en dessous des compétitions nationales qui regroupent les six équipes des états australiens, donc juste en dessous du first-class cricket.

## Structure
Chaque état ou territoire australien dispose de sa compétition de grade cricket ou de premier cricket. Il existe plusieurs divisions par état. Chaque club dispose d'une équipe par division. Les meilleurs joueurs de ces compétitions sont susceptibles d'être sélectionnés pour l'équipe de leur état dans les compétitions nationales.
| État ou territoire     | Fédération | Compétition               | Divisions | Clubs | Réf.  |
| ---------------------- | ---------- | ------------------------- | --------- | ----- | ----- |
| Nouvelle-Galles du Sud | NSWCA      | Sydney Grade Cricket      | 5         | 20    | [ 1 ] |
| Tasmanie               | TCA        |                           | 3         |       |       |
| Australie-Méridionale  | SACA       |                           | 4         | 13    | [ 2 ] |
| Australie-Occidentale  | WACA       |                           |           | 16    | [ 3 ] |
| Victoria               | CV         | Victorian Premier Cricket | 4         | 18    |       |
| Queensland             | QC         |                           | 12        |       | [ 4 ] |